# Guldbaggar
Guldbaggar (Cetoniidae) är en familj av skalbaggar och ingår i överfamiljen Scarabaeoidea. Vissa auktoriteter behandlar guldbaggar som underfamiljen Cetoniinae inom familjen bladhorningar. Enligt Catalogue of Life omfattar familjen Cetoniidae över 4 300 arter, och de flesta förekommer i varmare områden, särskilt Afrika. Släktet Cetonia är familjens typsläkte.

## Utseende och anatomi
Genom sin lilla kullriga kropp samt sina ovan platta täckvingar, som lämnar bakkroppens spets obetäckt, skiljer sig familjen från övriga bladhorningar. I Afrika finns en mängd guldbaggar som strålar av praktfulla, metallglänsande färger och ibland når betydande storlek, som de väldiga goliatbaggarna.
En del guldbaggar, däribland de i Sverige förekommande arterna gräsgrön guldbagge (Cetonia aurata) och olivgrön guldbagge (Potosia cuprea), utmärker sig genom att kunna flyga med slutna täckvingar, i stället för som hos andra skalbaggar, med täckvingarna utspärrade åt sidorna. Det beror på att täckvingarnas kant på yttersidan nära basen är försedd med en utskärning, genom vilken flygvingarna kan fällas ut.
Larverna är stora och tjocka, till färgen vitaktiga, med gulbrunt, starkare kitinpansrat huvud.

## Ekologi
Till sitt levnadssätt är guldbaggarna blombesökare, som i hetaste solgasset flyger omkring, men vid mulen väderlek sitter trögt stilla på den blomma eller blomsamling på vilken de slagit sig ner. De äter företrädesvis frömjölet och ståndarna, men även kronbladen. Dock lockas de, liksom så många andra insekter, även av utsipprande trädsaft, och vissa tycks till och med uteslutande hämta sin näring därifrån. Larverna lever i multnande trä, några även bland multnande stackmaterial i myrstackar. När dessa skalbaggar känner sig hotade avsöndrar de från bakdelen en gulvit illaluktande vätska som försvar.

## Släkten inom Cetoniidae
Följande lista i alfabetisk ordning följer Catalogue of Life:
| - Acanthovalgus - Acrothyrea - Aemilius - Aethiessa - Agestrata - Agnorimus - Alleucosma - Allorrhina - Amaurina - Amazula - Amithao - Anacamptorrhina - Anagnathocera - Analleucosma - Anatona - Anatonochilus - Anelaphinis - Anisorrhina - Anochilia - Anocoela - Anoplocheilus - Anthracophora - Anthracophorides - Apeltastes - Aphanesthes - Aphelinis - Apocnosis - Apocnosoides - Aporecolpa - Archedinus - Argyripa - Arielina - Aspilus - Astenorella - Asthenorhina - Astoxenus - Astrocara - Atrichelaphinis - Atrichiana - Bacchusia - Badelina - Badizoblax - Balsameda - Basilewskynia - Bietia - Bisallardiana - Bivalgus - Blaesia - Bombodes - Bonoraella - Bothrorrhina - Brachagenius - Brachymacroma - Bricoptis - Caelorrhina - Callipechis - Callophylla - Callynomes - Calometopidius - Calometopus - Camapterus - Campsiura - Campulipes - Campulipus - Carneluttia - Celebesia - Celidota - Celidotella - Centrantyx - Centrochilus - Centrognathus - Cetonia - Chaetodermina - Chaetovalgus - Chalcopharis - Chalcothea - Chalcotheomima - Charadronota - Charitovalgus - Cheirolasia - Chewia - Chiloloba - Chiriquiba - Chloresthia - Chlorixanthe - Chlorobapta - Chlorocala - Chondropyga - Chondrorrhina - Chromoptilia - Chromovalgus - Chtonobius - Clastocnemis - Clerota - Clinteria - Clinterocera - Clinteroides - Clithria - Coelocorynus - Coelocratus - Coenochilus - Coilodera - Compsocephalus - Comythovalgus - Conradtia - Coptomia - Coptomiopsis - Corynotrichius - Cosmesthes - Cosmiomorpha - Cosmiomorphomima - Cosmiophaena - Cosmovalgus - Costinota - Cotinis - Cotinorrhina - Cremastocheilus - Cryptodontus - Cyclidiellus - Cyclidinus - Cyclidius - Cymophorus - Cyphonocephalus - Cyprolais - Cyriodera - Cyrtothyrea - Dasyvalgoides - Dasyvalgus - Descarpentriesia - Desfontainesia - Desicasta - Dialithus - Diaphonia - Dicellachilus - Dicheros - Dichrosoma - Dicronocephalus - Dicronorrhina - Digenethle - Dilochrosis - Diphrontis - Diphyllomorpha - Diploa - Diploeida - Diplognatha - Dirrhina - Dischista - Discopeltis - Dolichostethus - Doryscelis - Dymusia - Eccoptomia - Elaphinis - Elpidus - Endoxazus - Enoplotarsus - Epistalagma - Epitrichius - Epixanthis - Eriopeltastes - Eriulis - Erlangeria - Euchilia - Euchloropus - Euchroea - Eudicella - Euglypta - Eumacronota | - Euphoria - Eupoecila - Euremina - Euryomia - Euryvalgus - Euselates - Eutelesmus - Excisivalgus - Fairmairiana - Fornasinius - Gametis - Gametoides - Gariep - Genuchinus - Genuchus - Giesbertiolus - Glaphyronyx - Glycosia - Glycyphana - Glyptothea - Glyptotheomima - Gnathocera - Gnorimella - Gnorimidia - Gnorimimelus - Gnorimotrichius - Gnorimus - Goliathopsis - Goliathus - Golinca - Grammopyga - Guatemalica - Gymnetina - Gymnetis - Gymnophana - Hadrodiplognatha - Hadrosticta - Halffterinetis - Hegemus - Hemiaspidius - Hemichalcothea - Hemichnoodes - Hemiheterorrhina - Hemilia - Hemipharis - Hemiprotaetia - Hemitheodosia - Herculaisia - Heteralleucosma - Heteroclita - Heterocnemis - Heterocotinis - Heterocranus - Heterogenius - Heterophana - Heteropseudinca - Heterorrhina - Heterosoma - Heterotephraea - Heterovalgus - Hiberasta - Hologymnetis - Homothyrea - Hoplitovalgus - Hoplopyga - Hoplopygothrix - Howdenia - Hybovalgus - Hyphelithia - Hypselogenia - Ichnestoma - Idiovalgus - Inca - Incala - Indognorimus - Indotrichius - Ingrisma - Iridisoma - Ischiopsopha - Ischnoscelis - Ischnostomiella - Ischnotarsia - Ischnovalgus - Ixorida - Jansonella - Jothochilus - Jumnos - Kerowagia - Lamellothyrea - Lansbergia - Lasiotrichius - Laurentiana - Lawangia - Lecanoderus - Lenosoma - Lepivalgus - Lethosesthes - Leucocelis - Leucochilus - Liostraca - Liotrichius - Lissogenius - Lissomelas - Lobovalgus - Lomaptera - Lonchothyrea - Lophorrhina - Lorkovitschia - Lucassenia - Lyraphora - Macrocranius - Macromina - Macronotops - Macrotina - Macrotrigonophorus - Maneschetocia - Marmarina - Marmylida - Mausoleopsis - Mawenzhena - Mecaspidiellus - Mecynorhina - Megalleucosma - Megaphonia - Melanchroea - Meridioclita - Meroloba - Metallesthes - Metallopseudinca - Meurguesia - Micreuchilia - Microchalcothea - Microdilochrosis - Microlomaptera - Micropeltus - Micropoecila - Microvalgus - Miksicus - Mimovalgus - Mireia - Molynoptera - Molynopteroides - Moriaphila - Morokia - Moseriana - Mycterophallus - Mycterophalus - Myodermides - Myodermidius - Myodermum - Myrmecochilus - Mystroceros - Narycius - Neoclithria - Neocorvicoana - Neomystroceros - Neophaedimus - Neorrhina - Neoscelis - Neovalgus - Niphetophora - Niphobleta - Nyassinus - Odontorrhina - Oedipovalgus - Oplostomus - Oreoderus - Oreovalgus | - Oroclita - Osmoderma - Oxypelta - Oxythyrea - Pachnoda - Pachnodoides - Paleira - Paleopragma - Panglaphyra - Pantodinus - Pantolia - Parachilia - Paracyclidius - Paragnorimus - Paralleucosma - Paranelaphinis - Parapilinurgus - Paraplectrone - Parapoecilophila - Paraprotaetia - Pararhabdotis - Pararhynchocephala - Parastraella - Paratrichius - Paraxeloma - Parelaphinis - Parepixanthis - Pareuchilia - Pedinorrhina - Penthima - Peotoxus - Periphanesthes - Phaedimus - Phaneresthes - Philistina - Phonopleurus - Phonotaenia - Phoxomela - Phoxomeloides - Pileotrichius - Pilinopyga - Pilinurgus - Placodidus - Platygenia - Platygeniops - Platynocephalus - Platysodes - Plectrone - Pleuronota - Plochilia - Plochiliana - Podopholis - Podopogonus - Podovalgus - Poecilopharis - Pogoniotarsus - Pogonopus - Pogonotarsus - Polyplastus - Polystalactica - Porphyronota - Praelinotarsia - Priscorrhina - Problerhinus - Protaetia - Protaetiomorpha - Protochilus - Protoclita - Pseudagenius - Pseudalleucosma - Pseudepixanthis - Pseudinca - Pseudochalcothea - Pseudochalcotheomima - Pseudoclinteria - Pseudoclithria - Pseudodiceros - Pseudooxythyrea - Pseudopilinurgus - Pseudoscaptobius - Pseudotephraea - Pseudotorynorrhina - Psilocnemis - Ptychodesthes - Pygora - Pygovalgus - Pyrrhopoda - Raceloma - Rhabdotis - Rhabdotops - Rhadinotaenia - Rhagopteryx - Rhamphorrhina - Rhinarion - Rhinocoeta - Rhomborhina - Rhynchocephala - Rhyxiphloea - Ruteraetia - Ruterielina - Ruteroides - Scaptobius - Scheinia - Schizorhina - Schochidia - Scythropesthes - Simorrhina - Smicorhina - Somalibia - Spelaiorrhina - Sphinctovalgus - Spilophorus - Stalagmosoma - Stegopterus - Stenopisthes - Stenotarsia - Stephanorrhina - Sternoplus - Stethodesma - Stethopseudinca - Stripsipher - Synistovalgus - Systellorrhina - Taeniodera - Tafaia - Tapinoschema - Tarsovalgus - Taurrhina - Telochilus - Tephraea - Tetragonorrhina - Tetraodorhina - Thaumastopeus - Theodosia - Thyreogonia - Tiarocera - Tibiotrichius - Tibiovalgus - Tmesorrhina - Torynorrhina - Trichaulax - Trichiomorphus - Trichiotinus - Trichius - Trichocephala - Trichoneptunides - Trichoplus - Trichostetha - Trigonopeltastes - Trigonophorinus - Trigonophorus - Triplognatha - Trogodes - Tropinota - Trymodera - Uloptera - Vadonidella - Valgoides - Valgus - Widagdous - Vieuella - Xeloma - Xenoloba - Xenoreoderus - Xiphoscelis - Xiphosceloides - Yanovalgus - Zebinus |

## Bildgalleri

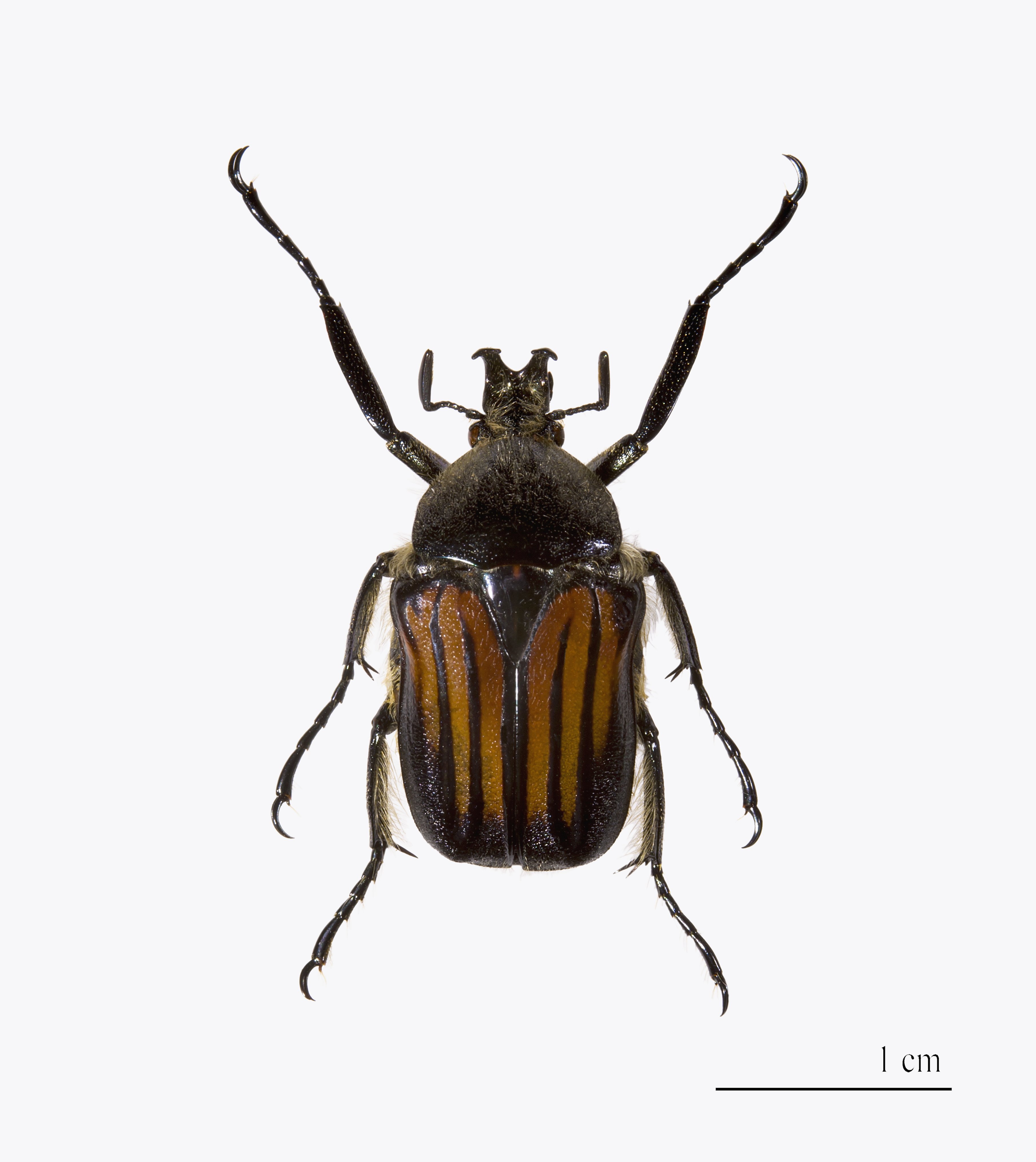
Ischnocelis hoepfneri
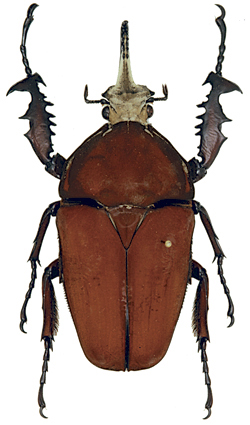
Mecynorhina ugandensis
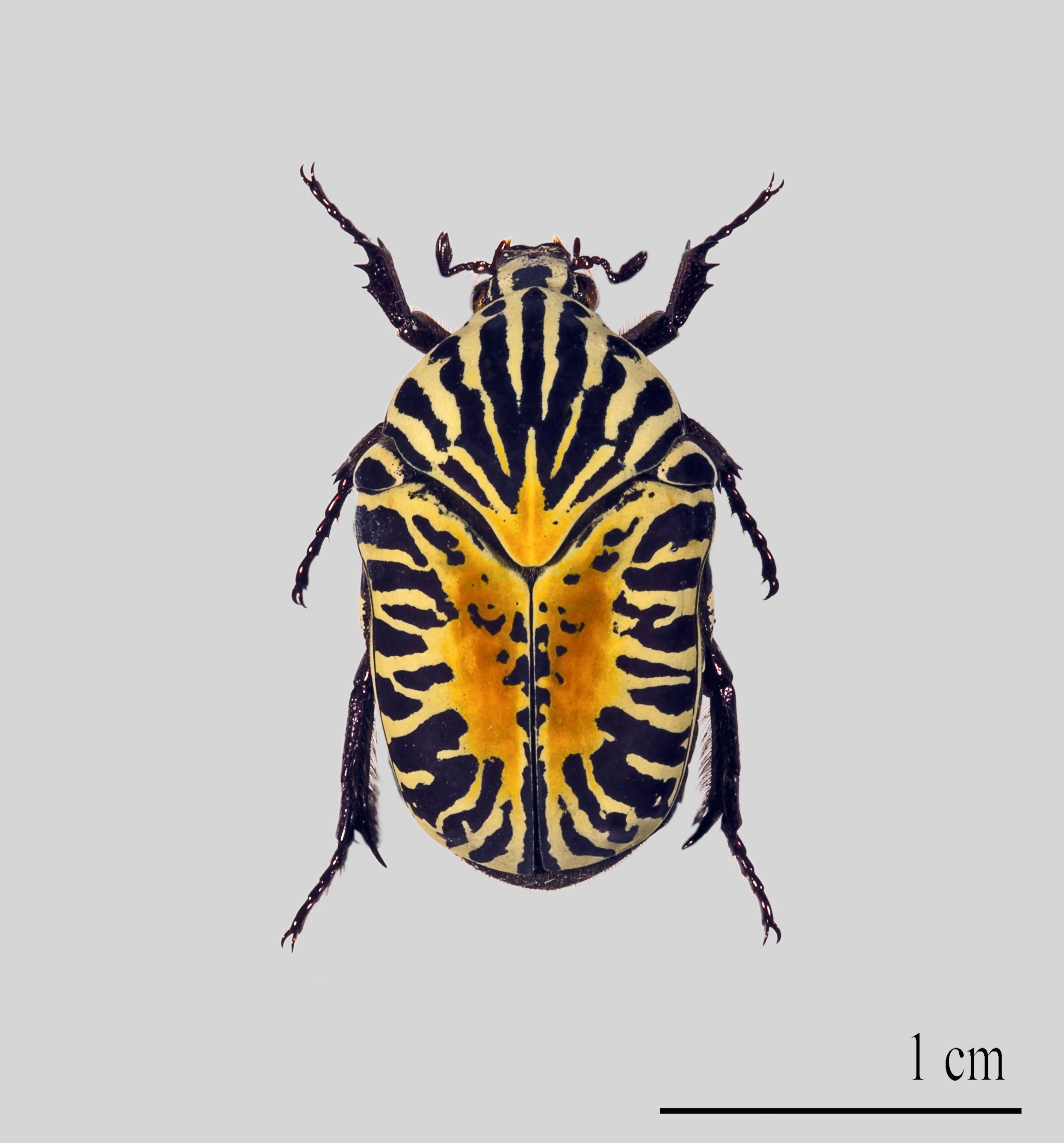
Gymnetis stellata